# Стріла Микола Філонович
Микола Філонович Стріла (1 вересня 1935, тепер Полтавська область — 25 вересня 2020, місто Київ) — український радянський політичний діяч, економіст, завідувач відділу організаційно-партійної і кадрової роботи ЦК КПУ. Член ЦК КПУ в 1990—1991 роках. Кандидат економічних наук, заслужений економіст України.

## Біографія
Народився 1 вересня 1935 року на Полтавщині. Освіта вища економічна.
Член КПРС з 1959 року.
У січні 1963 — грудні 1964 року — 1-й секретар Київського сільського обласного комітету ЛКСМУ.
До 1971 року — секретар Києво-Святошинського районного комітету КПУ Київської області.
З 1971 по 1975 рік — голова виконавчого комітету Києво-Святошинської районної ради депутатів трудящих Київської області.
З листопада 1975 по 1980 рік — 1-й секретар Вишгородського районного комітету КПУ Київської області.

Могила Миколи Стріли, Байкове кладовище

Потім перебував на відповідальній партійній роботі в апараті ЦК КПУ.
На 1985 рік — інструктор відділу організаційно-партійної роботи ЦК КПРС у Москві.
У 1989—1991 роках — завідувач відділу організаційно-партійної і кадрової роботи ЦК КПУ.
З 1990-х до 2007 року був першим заступником голови та головою Спостережної (Наглядової) ради Відкритого акціонерного товариства Акціонерний банк «Брокбізнесбанк» у Києві. Працював помічником народних депутатів України Олександра і Сергія Буряків (4—6-е скликання).
З 2007 року до кінця життя — член Біржової ради АТ «Українська біржа». Член правління Спілки економістів України.
Помер на 86-му році життя 25 вересня 2020 року. Був кремований, прах похований у колумбарії Байкового кладовища.

## Нагороди
- орден Трудового Червоного Прапора (.12.1977)
- почесна грамота Президії Верховної ради РРФСР (1985)
- заслужений економіст України (20.05.2004)
- ордени
- медалі